# Tradimenti (film)
Tradimenti (Betrayal) è un film del 1983 diretto da David Jones, tratto dal dramma omonimo di Harold Pinter.

## Trama
Gli ex amanti Emma e Jerry si rincontrano, su richiesta di lei, in un bar. Emma gli racconta di avere troncato col marito Robert, dopo che questi le aveva rivelato di averla a lungo tradita; non solo, ma Emma rivela a Jerry (questo è il motivo dell'incontro) che, nella foga del litigio con Robert, gli ha confessato la loro relazione. La notizia sconvolge Jerry, amico di Robert, che l'incontra per tentare un'assurda spiegazione a posteriori, ma al riguardo non solo Robert appare del tutto indifferente, ma addirittura gli rivela che Emma gli aveva confessato il suo tradimento non la sera prima, ma ben quattro anni prima, ossia due anni prima che la loro relazione terminasse. A questo punto iniziano dei flash-backs che rievocano le fasi salienti della relazione tra Emma e Jerry.

## Riconoscimenti
- 1983 - National Board of Review
  - Miglior film